# Antonio Giurico
Antonio Giurico (* 9. Mai 1778 in Veglia (heute Krk, Kroatien); † 25. Mai 1842 in Dubrovnik) war ein römisch-katholischer Priester und Bischof von Dubrovnik.

## Leben
Antonio Giurico wurde am 18. Oktober 1801 zum Priester geweiht.
Mit kaiserlichem Dekret vom 1. November 1829 wurde er zum Bischof von Dubrovnik ernannt. Diese Ernennung bestätigte Papst Gregor XVI. am 5. Juli 1830. Die Bischofsweihe spendete ihm am 21. November 1830 der Erzbischof von Görz (heute Gorizia e Gradisca), Joseph Walland. Mit apostolischem Schreiben vom 12. September 1839 ernannte ihn Papst Gregor XVI. zum ersten Apostolischen Administrator von Trebinje-Mrkan. Dieses Amt nahmen die Bischöfe von Dubrovnik bis 1890 wahr.
Bischof Antonio Giurico starb im vierundsechzigsten Lebensjahr, im einundvierzigsten Priesterjahr und zwölften Jahre im Bischofsamt, in Dubrovnik und wurde dort beigesetzt.